# 1660 год в науке
В 1660 году произошли различные научные и технологические события, некоторые из которых представлены ниже.

## События
- 28 ноября — двенадцать английских учёных, собравшись в лондонском Грешем-колледже, решили создать «сообщество для развития физико-математического опытного познания» (A College for the Promoting of Physico-Mathematicall Experimentall Learning). Среди них были Кристофер Рен, Роберт Бойль, Джон Уилкинс и Роберт Морэй. Эта группа, вместе с ранее существовавшей «Незримой коллегией», стала ядром Лондонского королевского общества[1].

## Публикации
- Английский физик Роберт Бойль издал трактат «New Experiments Physico-Mechanicall, Touching the Spring of the Air and its Effects», где (помимо других открытий) сформулирован Закон Бойля — Мариотта (уже в 1662 году книга была переиздана)[2].

## Родились
См. также: Категория:Родившиеся в 1660 году
- 19 февраля — Фридрих Гофман (умер в 1742 году), немецкий врач и химик.
- 15 марта — Улоф Рудбек (умер в 1740 году), шведский натуралист.
- 16 апреля — Ганс Слоан (умер в 1753 году), английский биолог и врач, коллекции которого стали основой Британского музея. Секретарь Лондонского королевского общества и редактор его трудов.
- 27 мая (дата крещения) — Фрэнсис Хоксби (умер в 1713 году), английский физик-экспериментатор и конструктор научных инструментов.
- (?) — Эдвард Ллуйд (умер в 1709 году), валлийский натуралист.

## Скончались
См. также: Категория:Умершие в 1660 году
- 29 мая — Франс Ван Схотен (род. в 1615 году), голландский математик.
- 30 июня — Уильям Отред (род. в 1574 году), английский математик.